# Yekaterina Aydova
Yekaterina Aydova, née à Karaganda le 30 juillet 1991, est une patineuse de vitesse kazakhe.

## Biographie
Elle est choisie comme porte-drapeau lors de la cérémonie d'ouverture des Jeux olympiques d'hiver de 2022

## Palmarès

### Jeux olympiques d'hiver
| Épreuve / Édition   | 500 mètres | 1 000 mètres | 1 500 mètres | 3 000 mètres | 5 000 mètres | Mass start | Poursuite par équipes |
| JO 2010 Vancouver   | 18e        | 16e          | 29e          | —            | —            | —          | —                     |
| JO 2014 Sotchi      | 22e        | 19e          | 28e          | —            | —            | —          | —                     |
| JO 2018 Pyeongchang | 21e        | 24e          | 18e          | —            | —            | —          | —                     |

Légende :
- : première place, médaille d'or
- : deuxième place, médaille d'argent
- : troisième place, médaille de bronze
- : pas d'épreuve
- — : Non disputée par le patineur
- DSQ : disqualifiée